# Irmandade Druídica Galaica
A Irmandade Druídica Galaica (IDG) é uma associação religiosa que representa o druidismo contemporâneo (ou Druidaria) na zona da antiga Galécia (especialmente na Galiza e Norte de Portugal a dia de hoje).
A associação viu a luz pública em novembro de 2011 com a apresentação do seu web, e foi constituída legalmente como entidade religiosa em 2015. Está registada, como tal, perante notário e no chamado Registo de Entidades Religiosas do Ministério da Justiça da Espanha. Assim, a IDG virou a terceira associação religiosa druida do Estado Espanhol e a primeira na Galiza. Pelo tanto, o druidismo é uma denominação reconhecida oficialmente por todas as instituições públicas desse país.
Além disso, a IDG também é membro da Rede do Património Cultural (Galiza) e da plataforma internacional Celtic Druid Alliance (CDA). Similarmente, está representada no grupo de Religião, Espiritualidade, Conservação do Ambiente e Justiça Climática da União Internacional para a Conservação da Natureza através do seu Durvate Mor (Arqui-Druida).

## Crença
A IDG afirma que o Druidismo é a “crença nativa” do velho território galaico (incluindo a região norte de Portugal), com base nas suas origens celtas e presença de muitas tradições, folclore e crenças antigas.
Como outros grupos neo-druídicos, a IDG considera a Natureza como ser supremo. Porém, e a diferença doutros grupos, a IDG pode ser considerada mais estrita em termos de adesão a alguns princípios básicos. As suas crenças principais podem-se resumir em:
- Honra e respeito pelos Ancestrais e pela terra.
- Honra e respeito pelas Deidades.
- Aceitação da complexidade da Natureza, o que implica que nada escapa a ela (e pelo tanto nada é “sobrenatural”, por definição).
- Observância do calendário druídico ou Roda do ano, e observância das normas e regulamentos internos da própria Irmandade.

## Organização
A IDG está composta por Caminhantes. Este é o nome dado a membros ativos da organização, dentro dos quais podem-se encontrar algumas pessoas iniciadas formalmente, quer dizer, pessoas com responsabilidades religiosas onde destaca a figura de Durvate (Druida). A pessoa responsável e representante da IDG é o Durvate Mor (Arqui-Druida), um posto que no presente ocupa Xoán Milésio.
Contudo, a IDG distingue a figura de Druidista. Isto é alguém que acredita no Druidismo como religião, ou segue algum grupo druídico, mas de maneira anônima ou sem ser parte ativa dele. Para a IDG isto é algo equivalente a ser simplesmente um ou uma “crente”, como em qualquer outra religião.
O grupo é totalmente auto-financiado através de doações voluntárias e venda dalgum material, rejeitando todo tipo de suporte económico das instituições públicas como parte do seu princípio de separação entre “igreja e estado”. Igualmente, todos os serviços que oferece (casamentos, cerimonias e ritos, etc) são sempre de tipo gratuito.

## Participação social e política
A IDG afirma que o Druidismo deve servir e defender a comunidade e a sociedade onde opera e, por este motivo, as pessoas Druidistas podem participar em causas afins aos princípios do próprio Druidismo. Deste jeito, a IDG tem estado presente (como grupo ou via alguns dos seus membros) numa série de atos e iniciativas ambientais, sociais e culturais como por exemplo pelo bem-estar animal, proteção do património, proteção da paisagem, defesa da cultura e língua galegas, etc. Por exemplo, a IDG é uma das entidades organizadoras habituais das Jornadas Galaico-Portuguesas de Pitões das Júnias (Montalegre, Portugal), junto do concelho local e outras instituições e associações.
Além disso, a IDG reafirmou em várias ocasiões a sua política de "tolerância zero" face o maltrato animal, racismo, sexismo ou homofobia.